# آرتور تاوارس
آرتور تاوارس (انگلیسی: Arthur Tavares؛ ۱۰ ژانویه ۱۸۸۴ – ۲۷ مه ۱۹۵۴) بازیگر و تدوین‌گر اهل ایالات متحده آمریکا بود.
از فیلم‌هایی که وی در آن‌ها نقش داشته‌است، می‌توان به دراکولا و نقاب سرنوشت اشاره نمود.